# Unipol Arena
Unipol Arena (dawniej znana jako Futurshow Station i PalaMalaguti) – hala sportowa znajdująca się w Casalecchio di Reno w prowincji Bolonia we Włoszech. Hala do gry w koszykówkę może pomieścić 11 000 osób, a na koncerty 20 000 osób. Została otwarta w 1993 roku.

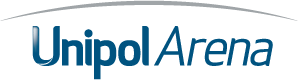
Logo Unipol Arena

W 2008 roku w hali przeprowadzono prace związane z odnowieniem, które obejmowały nowe muzeum poświęcone historii Virtus Bolonia, cztery nowe telebimy, nowe białe siedzenia, czarne schody oraz nowy biały parkiet. W październiku 2011 hala zmieniła nazwę na obecną Unipol Arena, w ramach umowy marketingowej sponsorskiej, która miała trwać do 2016.
Latem 2016 roku pojemność hali do rozgrywek koszykówki wzrosła z 8 650 do 11 000. Hala była również połączona z podmiejską stacją kolejową. Zbudowano także inne muzea, jedno poświęcone Futurshow i jedno poświęcone Luciano Pavarottiemu.
W 2017, 2019, 2020, 2021 i 2022 roku odbył się turniej finałowy Pucharu Włoch mężczyzn w siatkówce.